# Gunnar Hyltén-Cavallius
Gunnar Hyltén-Cavallius, född 19 augusti 1949, är en svensk präst och skribent.

## Biografi
Hyltén-Cavallius studerade teologi i Lund och prästvigdes 1973. Han har därefter bedrivit studier vid Åbo Akademi och Lunds universitet, där han avlade teol.lic.-examen 2002 och har bland annat varit präst i Linköpings stift 1982–2004.
Han har varit aktiv i kyrklig och teologisk debatt och överlämnade 2019 sitt arkiv med inlägg och artiklar till Sigtunastiftelsen.
År 2019 gav han ut boken Rännil blev till flod: Nätverket kring 68-kyrkan och tidskriften Inter Nos i Lund. Hans fokus är det kristna studentlivet i Lund åren 1968–1972, där han menar att de marxistiska idéerna skaffade sig ett betydande och bestående inflytande i delar av svenskt kyrkoliv, framförallt i Svenska kyrkan.